# Großer Preis von Frankreich 1912

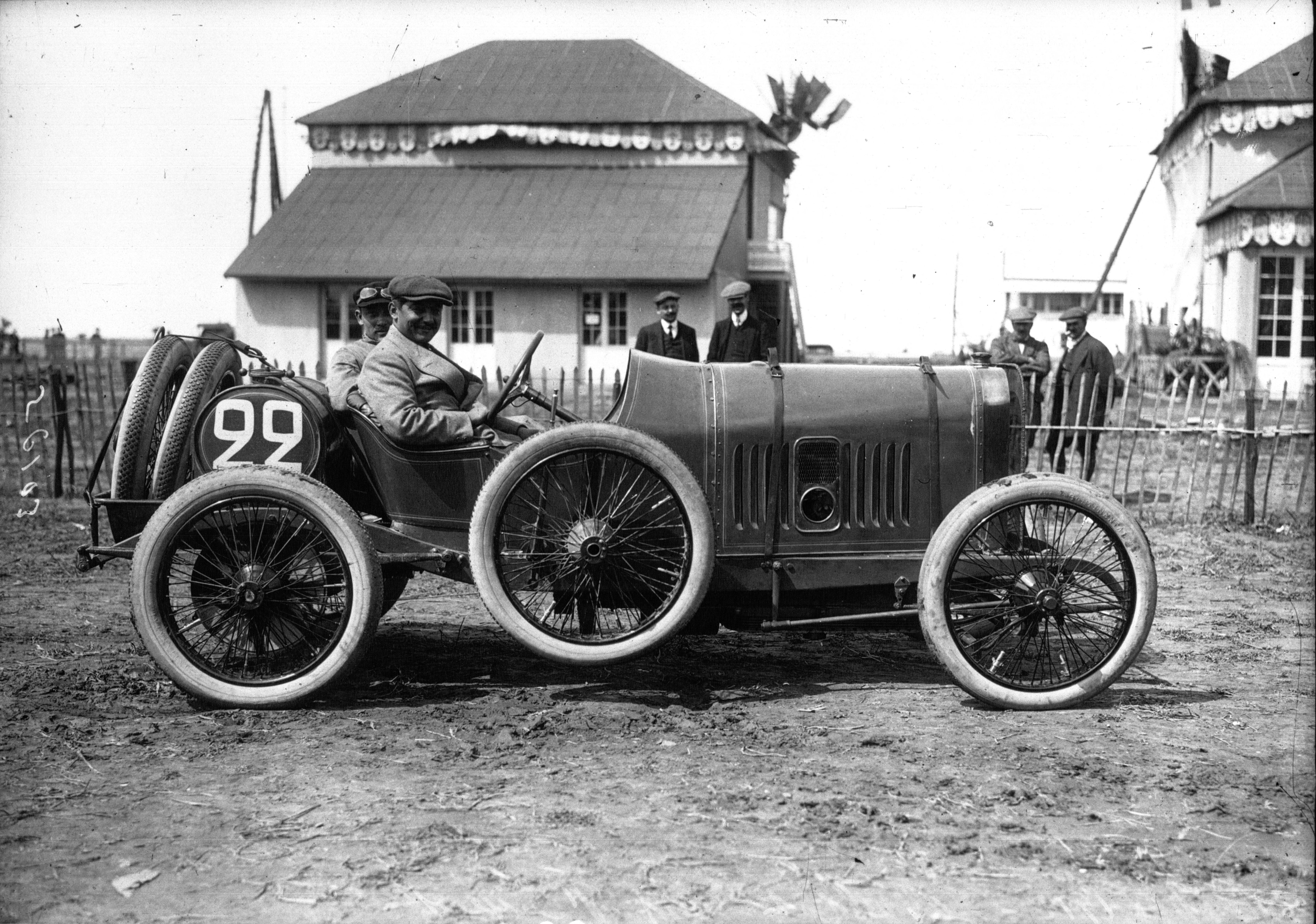
Rennsieger Georges Boillot im Peugeot L76

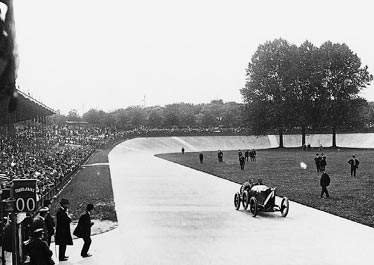
Georges Boillot bei der Zielankunft

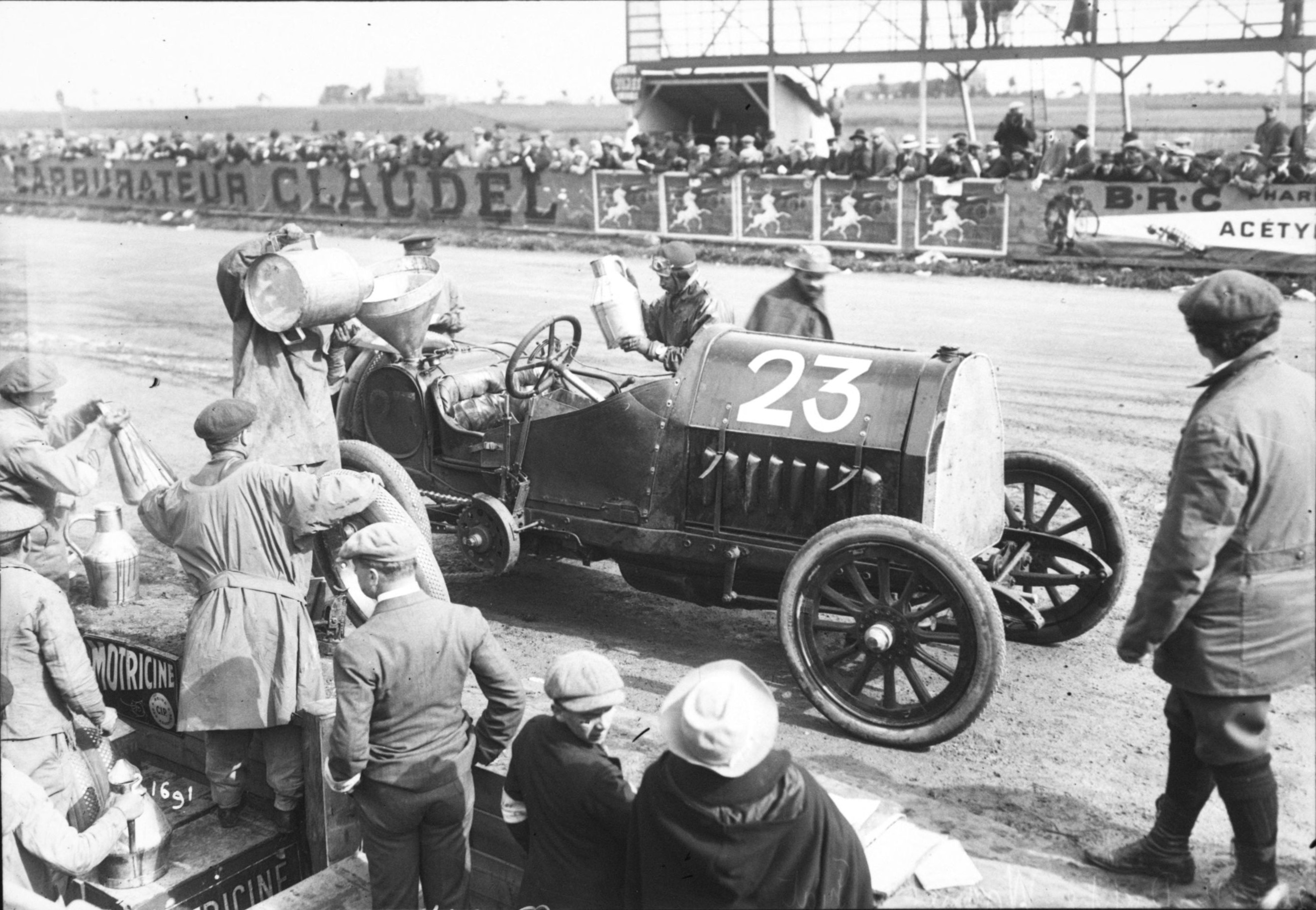
Der zweitplatzierte Louis Wagner beim Boxenstopp

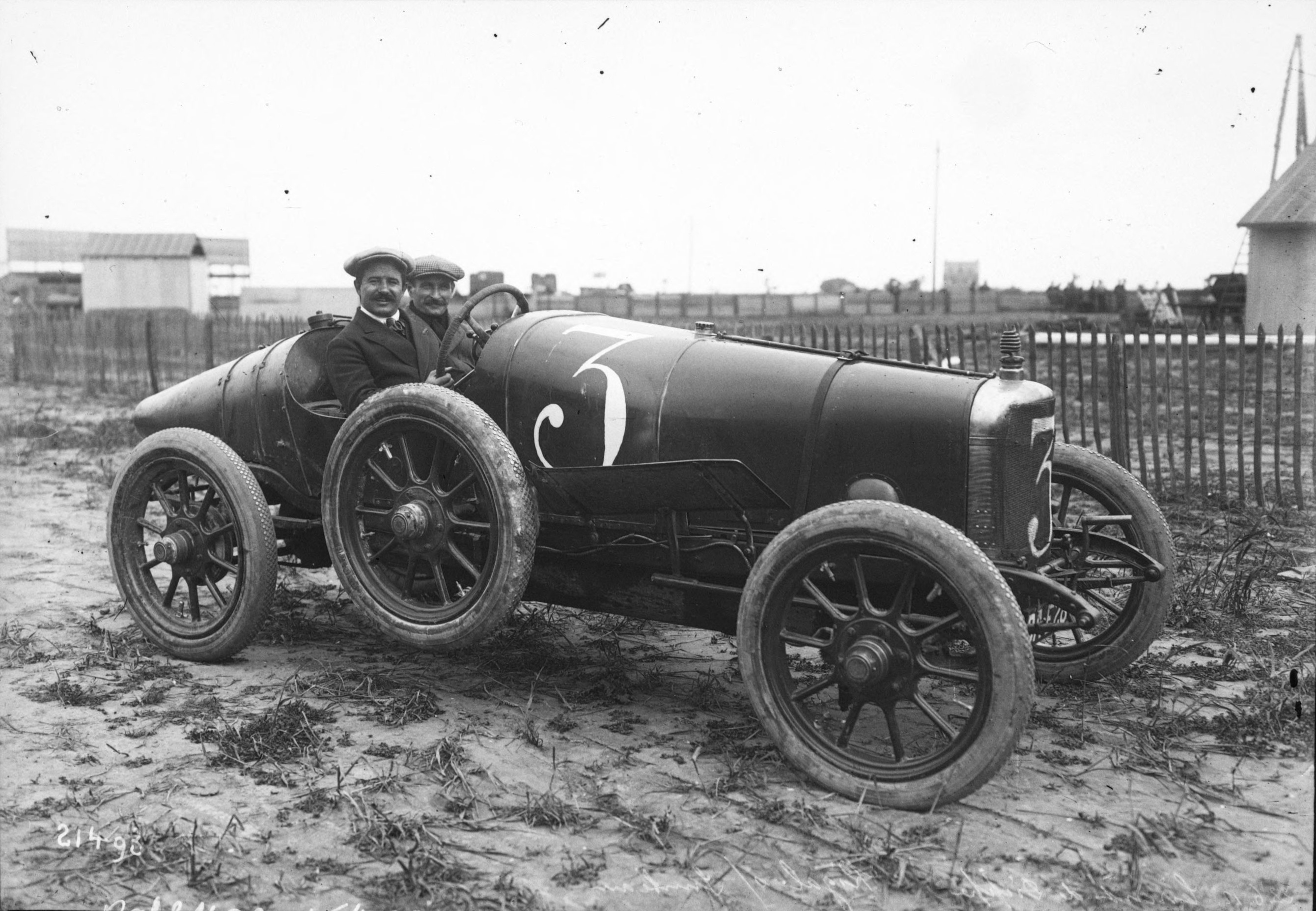
Der drittplatzierte Victor Rigal im Sunbeam

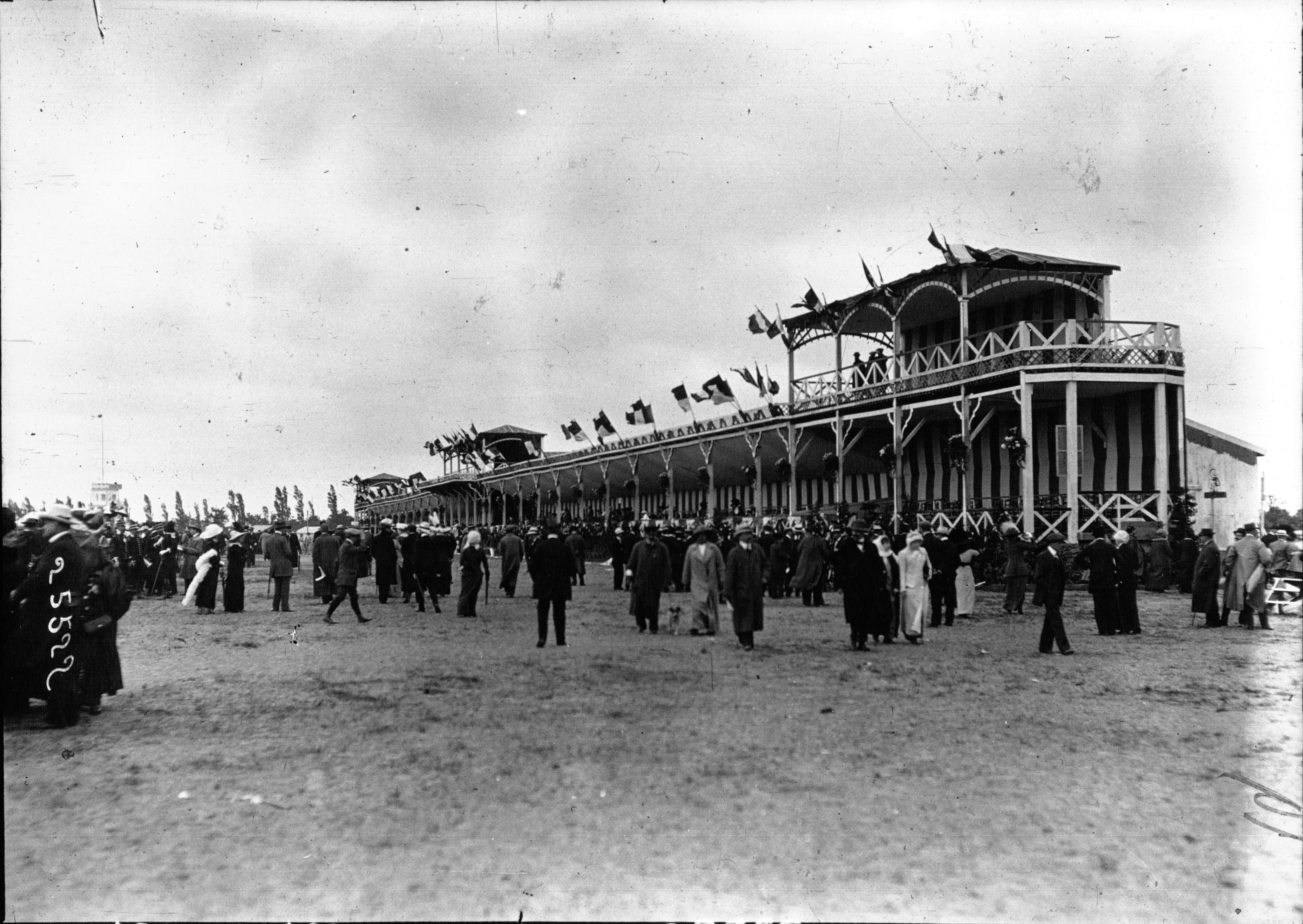
Zuschauer vor der Haupttribüne

Der vierte - nach heutiger Zählweise XII. Große Preis von Frankreich (XII Grand Prix de l’Automobile Club de France) fand am 25. und 26. Juni 1912 auf dem Circuit de Dieppe statt. Das Rennen wurde über 2 × 10 Runden à 76,989 km ausgetragen, was einer Gesamtdistanz von 752,58 km entsprach.
Sieger wurde Georges Boillot auf einem Peugeot L-76.

## Rennen
Nach drei Jahren Pause und einem gescheiterten Anlauf in 1911 brachte der Automobile Club de France 1912 erstmals wieder einen Grand Prix zustande. Als Austragungsort wurde wie 1907 und 1908 erneut Dieppe gewählt, aber im Vergleich zu diesen beiden vorherigen Veranstaltungen fiel der Neubeginn eher zaghaft aus. Mit Rücksicht auf die nach wie vor vorhandene Zurückhaltung vor allem der etablierten französischen Hersteller verzichtete der ACF sogar vollständig auf die Vorgabe einer Rennformel und legte für die Wagen lediglich eine Mindestbreite von 175 cm fest. Um auf alle Fälle ein ausreichendes Teilnehmerfeld zu gewährleisten, wurde das Rennen zudem mit der diesjährigen Ausgabe der Coupe de l’Auto für die zu dieser Zeit sehr populäre Voiturette-Klasse von Wagen mit maximal 3 Litern Hubraum und einem Mindestgewicht von 800 kg kombiniert.
Diese Entscheidung sollte sich als durchaus angebracht erweisen, denn während in der Voiturette-Kategorie trotz des Fernbleibens von Delage und Hispano-Suiza mit 33 Teilnehmern auf 12 Fabrikaten erwartungsgemäß stark besetzt war, schickten in der „offenen“ Grand-Prix-Klasse lediglich sechs Hersteller ganze 14 Wagen an den Start. Aufgrund der lockeren Ausschreibebedingungen ergab sich dabei ein entsprechend heterogenes Feld. Die bunte Palette reichte vom gestrippten Tourenwagen-Modell der belgischen Marke Excelsior über den Mathis-„Kleinwagen“ aus dem elsässischen Strasbourg – somit dem einzigen Teilnehmer aus dem Deutschen Reich – mit nur 1,8 Litern Hubraum, der deswegen in der „offenen“ Kategorie antreten musste, weil er unter dem Minimalgewicht für die Voiturette-Klasse lag, bis hin zu den beiden letzten verbliebenen Vertretern der „alten Garde“ etablierter Hersteller, Fiat und Lorraine-Dietrich, mit ihren „Hubraummonstern“ altbewährter Bauart. Speziell die mittlerweile acht Jahre alte Konstruktion der Fiat S 74 mit ihrem Vierzylindermotor von über 14 Litern Hubraum wies dabei nahezu gigantisch anmutende Fahrzeugabmessungen auf, während Lorraine-Dietrich sogar so weit gegangen war, praktisch die komplette Mannschaft aus dem Benz-Rennstall abzuwerben, um im Prinzip eine verbesserte Kopie von deren Grand-Prix-Wagen aus 1908 auf die Räder zu stellen.
Einen völlig anderen Ansatz verfolgte dagegen Grand-Prix-Neuling Peugeot. Für den Aufstieg aus der Voiturette-Kategorie in die Grand-Prix-Klasse setzte man statt auf schiere Größe auf die Weiterentwicklung der Motorentechnik für mehr Effizienz und höhere Drehzahlen. Dafür war man sich auch nicht zu schade gewesen, von Konkurrent Hispano-Suiza, dem siegreichen Team in der Coupe de l’Auto von 1910, mit dem erfolgreichen Fahrer und Ingenieur Paolo Zuccarelli und Konstrukteur Ernest Henry zwei zentrale Köpfe abzuwerben. Vor allem Zuccarelli soll angeblich die eigentliche zentrale Figur hinter diesem Projekt gewesen sein, der auch Firmeninhaber Robert Peugeot dazu überredet haben soll, ein entsprechendes Budget für ein Grand-Prix-Team zur Verfügung zu stellen, ihm, Henry, sowie den beiden bisherigen Peugeot-Fahrern Jules Goux und Georges Boillot bei der Entwicklung der Rennwagen ansonsten aber komplett freie Hand zu lassen. Peugeot war damit der erste Automobilhersteller mit einer völlig unabhängig operierenden, rein auf den Rennwagenbau spezialisierten Rennabteilung. Das Quartett, das zunächst firmenintern aus Missgunst, bald aber allgemein anerkennend als Les Charlatans zur Legende wurde, schuf daraufhin den ersten „modernen“ Rennmotor der Grand-Prix-Geschichte von „nur“ 7,6 Litern Hubraum (im Vergleich zu den etwa doppelt so großen Fiat- bzw. Lorraine-Motoren), aber mit Vierventiltechnik mit Zwangssteuerung, halbkugelförmigen Brennräumen und doppelter obenliegender Nockenwelle. Bereits bei Testfahrten mit dem Peugeot L-76 (der auch als „EX1“ für „étude experimentale“ bezeichnet wurde) unterbot Boillot Otto Salzers alten Rundenrekord aus dem Jahr 1908 um ganze 36 Sekunden. Und auch für die Boxenstopps war Peugeot gut gerüstet: Nachdem der ACF sich dazu durchgerungen hatte, abnehmbare Räder zuzulassen, verwendete man Rudge-Withworth-Speichenräder, und während die Konkurrenz noch mit Kannen operierte, arbeitete Peugeot bereits mit Druckbetankung.
Wie beim ersten Grand Prix von 1906 führte das Rennen erneut über zwei Tage, an denen jeweils zehn Runden auf der knapp 77 km langen Strecke für eine Gesamtdistanz von 1540 km zu absolvieren waren. In Abständen von 30 Sekunden gingen die insgesamt 47 Teilnehmer am ersten Tag auf die Strecke. Wie allgemein nicht anders erwartet, gingen dabei zunächst die hubraum- und entsprechend leistungsstarken Grand-Prix-Wagen der „konventionellen“ Bauart in Front, jedoch blieb Peugeot-Fahrer Boillot in Schlagdistanz, obwohl er zwei Stopps für Reparaturen und Reifenwechsel einlegen musste. Schnellster am Ende des ersten Tages war der US-Amerikaner David Bruce-Brown auf Fiat mit einem Vorsprung von 2 Minuten auf Boillot, während der Drittplatzierte Louis Wagner auf Fiat wegen nachlassender Kupplung bereits fast eine halbe Stunde Rückstand hatte. Von den Lorraine-Dietrichs war nur noch ein Wagen im Rennen, während die anderen beiden bereits frühzeitig ebenso mit Motorschaden liegen geblieben waren, wie der Peugeot von Zuccarelli. Obendrein wurden sowohl Fiat-Fahrer Ralph DePalma als auch Goux auf Peugeot noch vom Rennen ausgeschlossen, weil sie verbotenerweise außerhalb des Boxenbereichs nachgetankt hatten.
Führender in der Voiturette-Kategorie war der Brite Dario Resta auf Sunbeam, während zuvor in Runde 3 der Mechaniker von Grégoire-Fahrer Léon Collinet bei einem tragischen Unfall ums Leben gekommen war. Das Team trat daraufhin zum Neustart am Folgetag nicht mehr an und ebenso fehlte der letzte im Rennen verbliebene Lorraine-Dietrich von René Hanriot, weil das Auto auf dem Weg in die Garage Feuer gefangen hatte. Auch Boillot hatte Probleme, seinen Peugeot in Gang zu bringen, weil die Zündkerzen feucht geworden waren. Erst mit neun Minuten Zeitverlust konnte er sich mit Vollgas an die Aufholjagd zu Bruce-Brown machen, dessen immer noch mit Holzrädern ausgerüsteten Fiat zunehmend in Reifenprobleme geriet. In Runde 15 musste der Amerikaner schließlich nach der Kollision mit einem Hund mit gebrochener Benzinleitung stoppen. Zwar konnte er das Leck beheben, doch um weiterfahren zu können, musste er Kraftstoff nachfüllen und daher umgehend den Wertungsausschluss hinnehmen, obwohl er das Rennen symbolisch noch bis zum Ende außer Konkurrenz weiter bestritt. So lag Boillot nun offenbar unangefochten in Führung, doch auch er kam gegen Rennende noch einmal in ernsthafte Schwierigkeiten, weil er sich das Schaltgestänge verbogen hatte. In einem 20-minütigen Reparaturaufenthalt gelang es ihm und seinem Mechaniker jedoch, den Schaden zumindest notdürftig zu reparieren, so dass er die verbleibenden zwei Runden ohne zu schalten und praktisch nur im höchsten Gang fahrend noch überstehen konnte – Umstände, die seine Popularität als erster französischer Grand-Prix-Sieger nur noch weiter steigerten. Am Ende des Rennens hatte er bei einer Gesamtzeit von 13:58:03 Stunden und einem Schnitt von 110,256 km/h immerhin noch 13:05,8 Minuten Vorsprung auf den Zweitplatzierten Louis Wagner. Dritter in der Gesamtwertung und damit Gewinner der Coupe de l’Auto in der Voiturette-Klasse wurde nach einer beachtlichen Leistung und mit nur 40 Minuten Rückstand der Sunbeam-Fahrer Victor Rigal vor seinen beiden Stallgefährten Dario Resta und Emile Medinger.

## Ergebnisse

### Meldeliste
| Team                                                | Nr. | Klasse a | Fahrer                       | Info  | Chassis                   | Motor                            | Reifen |
| --------------------------------------------------- | --- | -------- | ---------------------------- | ----- | ------------------------- | -------------------------------- | ------ |
| Hispano-Suiza, Fabrica de Automoviles S.A.          | 01  | V        | Fahrer nicht benannt         | DNA   | Hispano-Suiza             | Hispano-Suiza 3.0L I4 Kompressor |        |
| Hispano-Suiza, Fabrica de Automoviles S.A.          | 05  | V        | Fahrer nicht benannt         | DNA   |                           | Hispano-Suiza 3.0L I4 Kompressor |        |
| Hispano-Suiza, Fabrica de Automoviles S.A.          | 35  | V        | Fahrer nicht benannt         | DNA   |                           | Hispano-Suiza 3.0L I4 Kompressor |        |
| Hispano-Suiza, Fabrica de Automoviles S.A.          | 58  | V        | Fahrer nicht benannt         | DNA   |                           | Hispano-Suiza 3.0L I4 Kompressor |        |
| S. Gerster et Cie                                   | 02  | V        | Fahrer nicht benannt         | DNA   | Koechlin                  | Koechlin 3.0L I4 Zweitakt        |        |
| Sunbeam Motor Co                                    | 03  | V        | Victor Rigal                 |       | Sunbeam                   | Sunbeam 3.0L I4                  |        |
| Sunbeam Motor Co                                    | 16  | V        | Gustave Caillois             |       |                           | Sunbeam 3.0L I4                  |        |
| Sunbeam Motor Co                                    | 17  | V        | Dario Resta                  |       |                           | Sunbeam 3.0L I4                  |        |
| Sunbeam Motor Co                                    | 52  | V        | Emile Medinger               |       |                           | Sunbeam 3.0L I4                  |        |
| Edmond Gentil                                       | 04  | V        | Gaston Charles Barriaux      |       | Alcyon                    | Alcyon 3.0L I4                   |        |
| Edmond Gentil                                       | 27  | V        | Claude Page                  |       | Alcyon                    | Alcyon 3.0L I4                   |        |
| Edmond Gentil                                       | 40  | V        | Arthur Duray                 |       | Alcyon                    | Alcyon 3.0L I4                   |        |
| Automobiles Darracq S.A.                            | 06  | V        | Fahrer nicht benannt         | DNA   | Darracq                   | Darracq 3.0L I4                  |        |
| Automobiles Darracq S.A.                            | 48  | V        | Fahrer nicht benannt         | DNA   | Darracq                   | Darracq 3.0L I4                  |        |
| Automobiles Darracq S.A.                            | 53  | V        | Fahrer nicht benannt         | DNA   | Darracq                   | Darracq 3.0L I4                  |        |
| Ets Sizaire et Naudin                               | 07  | V        | Georges Sizaire              |       | Sizaire-Naudin            | Sizaire-Naudin 3.0L I4           |        |
| Ets Sizaire et Naudin                               | 16  | V        | Louis Naudin                 |       | Sizaire-Naudin            | Sizaire-Naudin 3.0L I4           |        |
| Ets Sizaire et Naudin                               | 38  | V        | Thomas Schweitzer            |       | Sizaire-Naudin            | Sizaire-Naudin 3.0L I4           |        |
| Vinot & Deguingand                                  | 08  | V        | Léon Molon                   |       | Vinot & Deguingand        | Vinot-Deguingand 3.0L I4         |        |
| Vinot & Deguingand                                  | 32  | V        | Paul Vonlatum                |       | Vinot & Deguingand        | Vinot-Deguingand 3.0L I4         |        |
| Vinot & Deguingand                                  | 56  | V        | Lucien Molon                 |       | Vinot & Deguingand        | Vinot-Deguingand 3.0L I4         |        |
| Automobiles Theo Schneider                          | 09  | V        | René Champoiseau             |       | Th. Schneider             | Th. Schneider 3.0L I4            |        |
| Automobiles Theo Schneider                          | 20  | V        | René Croquet                 |       | Th. Schneider             | Th. Schneider 3.0L I4            |        |
| Grégoire et Cie                                     | 10  | V        | Léon Collinet b              |       | Grégoire                  | Grégoire 3.0L I4                 |        |
| Grégoire et Cie                                     | 18  | V        | Philippe de Marne            |       |                           | Grégoire 3.0L I4                 |        |
| Grégoire et Cie                                     | 21  | V        | Eugène Renaux                |       |                           | Grégoire 3.0L I4                 |        |
| Grégoire et Cie                                     | 24  | V        | Mario Romano                 |       |                           | Grégoire 3.0L I4                 |        |
| Société Lorraine des anciens Éts. De Dietrich & Cie | 11  | GP       | Victor Hémery                |       | Lorraine-Dietrich Type GP | Lorraine-Dietrich 15.1L I4       |        |
| Société Lorraine des anciens Éts. De Dietrich & Cie | 31  | GP       | Paul Bablot                  |       |                           | Lorraine-Dietrich 15.1L I4       |        |
| Société Lorraine des anciens Éts. De Dietrich & Cie | 34  | GP       | René Hanriot                 |       |                           | Lorraine-Dietrich 15.1L I4       |        |
| Société Lorraine des anciens Éts. De Dietrich & Cie | 57  | GP       | Franz Heim                   |       |                           | Lorraine-Dietrich 15.1L I4       |        |
| Émile Mathis                                        | 12  | GP c     | Dragutin Esser               |       | Mathis                    | Mathis 1.9L I4                   |        |
| Automobiles et Cycles Peugeot                       | 13  | GP       | Jules Goux                   |       | Peugeot EX1/L-76          | Peugeot 7.6L I4                  |        |
| Automobiles et Cycles Peugeot                       | 22  | GP       | Georges Boillot              |       | Peugeot EX1/L-76          | Peugeot 7.6L I4                  |        |
| Automobiles et Cycles Peugeot                       | 45  | GP       | Paolo Zuccarelli             |       | Peugeot EX1/L-76          | Peugeot 7.6L I4                  |        |
| Automobiles et Cycles Peugeot                       | 47  | V        | René Thomas                  |       | Lion-Peugeot L3           | Lion-Peugeot 3.0L I4             |        |
| Calthorpe Motor Co                                  | 14  | V        | Pierre Garcet                |       | Calthorpe                 | Calthorpe 3.0L I4                |        |
| Calthorpe Motor Co                                  | 26  | V        | Lydston Hornsted             |       | Calthorpe                 | Calthorpe 3.0L I4                |        |
| Calthorpe Motor Co                                  | 43  | V        | Fred Burgess                 |       | Calthorpe                 | Calthorpe 3.0L I4                |        |
| Société des Automobiles Sigma                       | 15  | GP       | Fahrer nicht benannt         | DNA   | Sigma                     |                                  |        |
| Fiat SpA                                            | 23  | GP       | Louis Wagner                 |       | Fiat S 74                 | Fiat 14.2L I4                    |        |
| Fiat SpA                                            | 37  | GP       | David Bruce-Brown            |       | Fiat S 74                 | Fiat 14.2L I4                    |        |
| Fiat SpA                                            | 42  | GP       | Ralph DePalma                |       | Fiat S 74                 | Fiat 14.2L I4                    |        |
| Singer Motor Co                                     | 25  | V        | Frank Rollason               |       | Singer                    | Singer 3.0L I4                   |        |
| Singer Motor Co                                     | 39  | V        | Bramwell Haywood             |       | Singer                    | Singer 3.0L I4                   |        |
| The New Arrol-Johnston Car Co Limited               | 28  | V        | James Reid                   |       | Arrol-Johnston            | Arrol-Johnston 3.0 I4            |        |
| The New Arrol-Johnston Car Co Limited               | 36  | V        | Richard Wyse                 |       | Arrol-Johnston            | Arrol-Johnston 3.0 I4            |        |
| The New Arrol-Johnston Car Co Limited               | 55  | V        | Albert Crossman              |       | Arrol-Johnston            | Arrol-Johnston 3.0 I4            |        |
| Automobiles et Moteurs Côte                         | 29  | V        | Cyril de Vère                |       | Côte                      | Côte 3.0L I4                     |        |
| Automobiles et Moteurs Côte                         | 41  | V        | Fernand Gabriel              |       | Côte                      | Côte 3.0L I4                     |        |
| Rolland-Pilain                                      | 30  | GP       | Jacques Fauquet Émile Pilain |       | Rolland-Pilain            | Rolland-Pilain 6.3L I4           |        |
| Rolland-Pilain                                      | 49  | GP       | Albert Guyot                 |       | Rolland-Pilain            | Rolland-Pilain 6.3L I4           |        |
| Vauxhall Motors                                     | 33  | V        | Percy Lambert                |       | Vauxhall                  | Vauxhall 3.0L I4                 |        |
| Vauxhall Motors                                     | 51  | V        | John Hancock                 |       | Vauxhall                  | Vauxhall 3.0L I4                 |        |
| Vauxhall Motors                                     | 42  | V        | William Watson               |       | Vauxhall                  | Vauxhall 3.0L I4                 |        |
| Ford & Henri Depasse                                | 46  | GP c     | Henri Depasse                | DNS d | Ford                      | Ford 3.0L I4                     |        |
| Automobiles Excelsior                               | 50  | GP       | Josef Christiaens            |       | Excelsior                 | Excelsior 9.1L I6                |        |

### Startreihenfolge
Die Teilnehmer wurden in der Reihenfolge der Startnummern einzeln in festen Zeitabständen ins Rennen geschickt.

### Rennergebnis
| Pos. | V a | Fahrer                       | Konstrukteur       | Runden | Stopps | Zeit          | Start | Schnellste Runde | Ausfallgrund                                                  |
| ---- | --- | ---------------------------- | ------------------ | ------ | ------ | ------------- | ----- | ---------------- | ------------------------------------------------------------- |
| 01   |     | Georges Boillot              | Peugeot            | 20     | 3      | 13:58:02,6 h  |       |                  |                                                               |
| 02   |     | Louis Wagner                 | Fiat               | 20     |        | + 13:05,8 min |       |                  |                                                               |
| 03   | 01  | Victor Rigal                 | Sunbeam            | 20     |        | + 40:33,4 min | 1     |                  |                                                               |
| 04   | 02  | Dario Resta                  | Sunbeam            | 20     |        | + 41:49,2 min |       |                  |                                                               |
| 05   | 03  | Emile Medinger               | Sunbeam            | 20     |        | + 2:01:38,8 h |       |                  |                                                               |
| 06   |     | Josef Christiaens            | Excelsior          | 20     |        | + 2:25:36,2 h |       |                  |                                                               |
| 07   | 04  | René Croquet                 | Theo Schneider     | 20     |        | + 3:33:36,6 h |       |                  |                                                               |
| 08   |     | Jacques Fauquet Émile Pilain | Rolland-Pilain     | 20     |        | + 3:51:29,4 h |       |                  |                                                               |
| 09   | 05  | Richard Wyse                 | Arrol-Johnston     | 20     |        | + 4:09:16,6 h |       |                  |                                                               |
| 10   | 06  | Arthur Duray                 | Alcyon             | 20     |        | + 4:30:53,0 h |       |                  |                                                               |
| 11   | 07  | Paul Vonlatum                | Vinot & Deguingand | 20     |        | + 5:07:57,4 h |       |                  |                                                               |
| 12   |     | Dragutin Esser               | Mathis             | 20     |        | + 5:20:02,4 h |       |                  |                                                               |
| 13   | 08  | Cyril de Vère                | Côte               | 20     |        | + 6:59:03,4 h |       |                  |                                                               |
| 14   | 09  | James Reid                   | Arrol-Johnston     | 19     |        | + 1 Runde     |       |                  |                                                               |
| —    | —   | Percy Lambert                | Vauxhall           | 18     |        | DNF           |       |                  | Kühlerschaden                                                 |
| —    | —   | Albert Crossman              | Arrol-Johnston     | 17     |        | DNF           |       |                  | Kühlerschaden                                                 |
| —    | —   | Georges Sizaire              | Sizaire-Naudin     | 17     |        | DNF           |       |                  | Rad verloren                                                  |
| —    | —   | Pierre Garcet                | Calthorpe          | 16     |        | DNF           |       |                  | Motorschaden                                                  |
| —    | —   | Claude Page                  | Alcyon             | 16     |        | DNF           |       |                  | Unfall                                                        |
| —    |     | David Bruce-Brown            | Fiat               | 15     |        | DSQ           |       | 36:32,0 min      | Nachtanken außerhalb der Box nach Bruch einer Benzinleitung b |
| —    | —   | John Hancock                 | Vauxhall           | 15     |        | DNF           |       |                  | Motorschaden                                                  |
| —    | —   | Thomas Schweitzer            | Sizaire-Naudin     | 10     |        | DNF           |       |                  | Motorschaden                                                  |
| —    | —   | Eugène Renaux                | Grégoire           | 10     |        | DNF           |       |                  | zurückgezogen c                                               |
| —    | —   | Mario Romano                 | Grégoire           | 10     |        | DNF           |       |                  | zurückgezogen c                                               |
| —    |     | René Hanriot                 | Lorraine-Dietrich  | 10     |        | DNF           |       |                  | Wagenbrand                                                    |
| —    | —   | Philippe de Marne            | Grégoire           | 8      |        | DNF           |       |                  | Lenkungsdefekt                                                |
| —    | —   | Gaston Charles Barriaux      | Alcyon             | 8      |        | DNF           |       |                  | Motorschaden                                                  |
| —    |     | Ralph DePalma                | Fiat               | 7      |        | DSQ           |       |                  | Reparaturarbeiten außerhalb der Box                           |
| —    | —   | Lucien Molon                 | Vinot & Deguingand | 7      |        | DNF           |       |                  | starker Ölverlust                                             |
| —    | —   | René Thomas                  | Lion-Peugeot       | 7      |        | DNF           |       |                  | Motorschaden                                                  |
| —    | —   | Louis Naudin                 | Sizaire-Naudin     | 7      |        | DNF           |       |                  | Motorschaden                                                  |
| —    | —   | Gustave Caillois             | Sunbeam            | 7      |        | DNF           |       |                  | Motorschaden                                                  |
| —    |     | Paolo Zuccarelli             | Peugeot            | 7      |        | DNF           |       |                  | Zündungsschaden                                               |
| —    |     | Paul Bablot                  | Lorraine-Dietrich  | 7      |        | DNF           |       |                  | Motorschaden                                                  |
| —    | —   | Frank Rollason               | Singer             | 6      |        | DNF           |       |                  | Motorschaden                                                  |
| —    | —   | Bramwell Haywood             | Singer             | 5      |        | DNF           |       |                  | Unfall                                                        |
| —    | —   | Lydston Hornsted             | Calthorpe          | 5      |        | DNF           |       |                  | Getriebeschaden                                               |
| —    | —   | René Champoiseau             | Theo Schneider     | 4      |        | DNF           |       |                  | Ausfall                                                       |
| —    |     | Jules Goux                   | Peugeot            | 3      |        | DSQ           |       |                  | Nachtanken außerhalb der Box nach Bruch einer Benzinleitung   |
| —    | —   | Léon Molon                   | Vinot & Deguingand | 3      |        | DNF           |       |                  | starker Ölverlust                                             |
| —    | —   | William Watson               | Vauxhall           | 2      |        | DNF           |       |                  | Motorschaden                                                  |
| —    | —   | Léon Collinet                | Grégoire           | 2      |        | DNF           |       |                  | Unfall d                                                      |
| —    | —   | Fred Burgess                 | Calthorpe          | 1      |        | DSQ           |       |                  |                                                               |
| —    | —   | Fernand Gabriel              | Côte               | 1      |        | DNF           |       |                  | Kardangelenk                                                  |
| —    |     | Franz Heim                   | Lorraine-Dietrich  | 1      |        | DNF           |       |                  | Motorschaden                                                  |
| —    |     | Victor Hémery                | Lorraine-Dietrich  | 1      |        | DNF           |       |                  | Motorschaden                                                  |
| —    |     | Albert Guyot                 | Rolland-Pilain     | 1      |        | DNF           |       |                  | Motorschaden                                                  |